# Ectatosticta davidi
Ectatosticta davidi är en spindelart som först beskrevs av Simon 1889.  Ectatosticta davidi ingår i släktet Ectatosticta och familjen Hypochilidae. Inga underarter finns listade i Catalogue of Life.